# Juliana Stratton
Juliana Stratton, née le 8 septembre 1965 à Chicago, est une femme politique américaine, membre du Parti démocrate. Il est lieutenant-gouverneur de l'Illinois depuis le 14 janvier 2019.

## Biographie
Elle commence sa carrière politique en se présentant à la Chambre des représentants de l'Illinois lors des élections de 2016. Elle se présente alors contre le sortant démocrate Ken Durkin, critiqué pour avoir refusé de voter avec les autres élus démocrates de la Chambre sur plusieurs textes. Sa candidature, appuyée par le président démocrate de la Chambre Michael Madigan, reçoit également le soutien du président Barack Obama. Stratton remporte largement la primaire démocrate de mars 2016 avec 68 % des voix, à l'issue d'une campagne ayant battu le record de dépenses pour un siège à la Chambre de l'Illinois. Elle remporte l'élection générale de novembre avec 100 % des voix, le Parti républicain n'ayant pas investi de candidat dans son district.
En août 2017, le milliardaire J. B. Pritzker, candidat à la primaire démocrate pour l'élection de 2018 au poste de gouverneur, annonce Stratton comme sa colistière et candidate au poste de lieutenant gouverneur. Le ticket remporte la primaire démocrate en mars 2018, puis l'élection générale de novembre contre les républicains sortants Bruce Rauner et Evelyn Sanguinetti. Stratton devient alors la première femme afro-américaine à occuper le rôle de lieutenant gouverneur de l'Illinois.
Le 24 avril 2025, elle annonce sa candidature aux élections sénatoriales de 2026, pour le siège du démocrate Dick Durbin, non candidat à sa réélection. Dans les jours suivant l'annonce de sa candidature, elle reçoit le soutien public du gouverneur J. B. Pritzker et de la sénatrice Tammy Duckworth.